# گریگور چیفتچیان
اسقف اعظم (ارمنی: Գրիգոր Արք․ Չիֆթճյան؛ انگلیسی: Krikor Chiftjian؛ زاده ۱۹۶۹) خلیفه‌گری ارامنه آذربایجان از آوریل ۲۰۱۰ تا کنون را برعهده دارد.